# Roystonea borinquena
Roystonea borinquena ist eine in der Karibik heimische Palmenart aus der Gattung Roystonea.

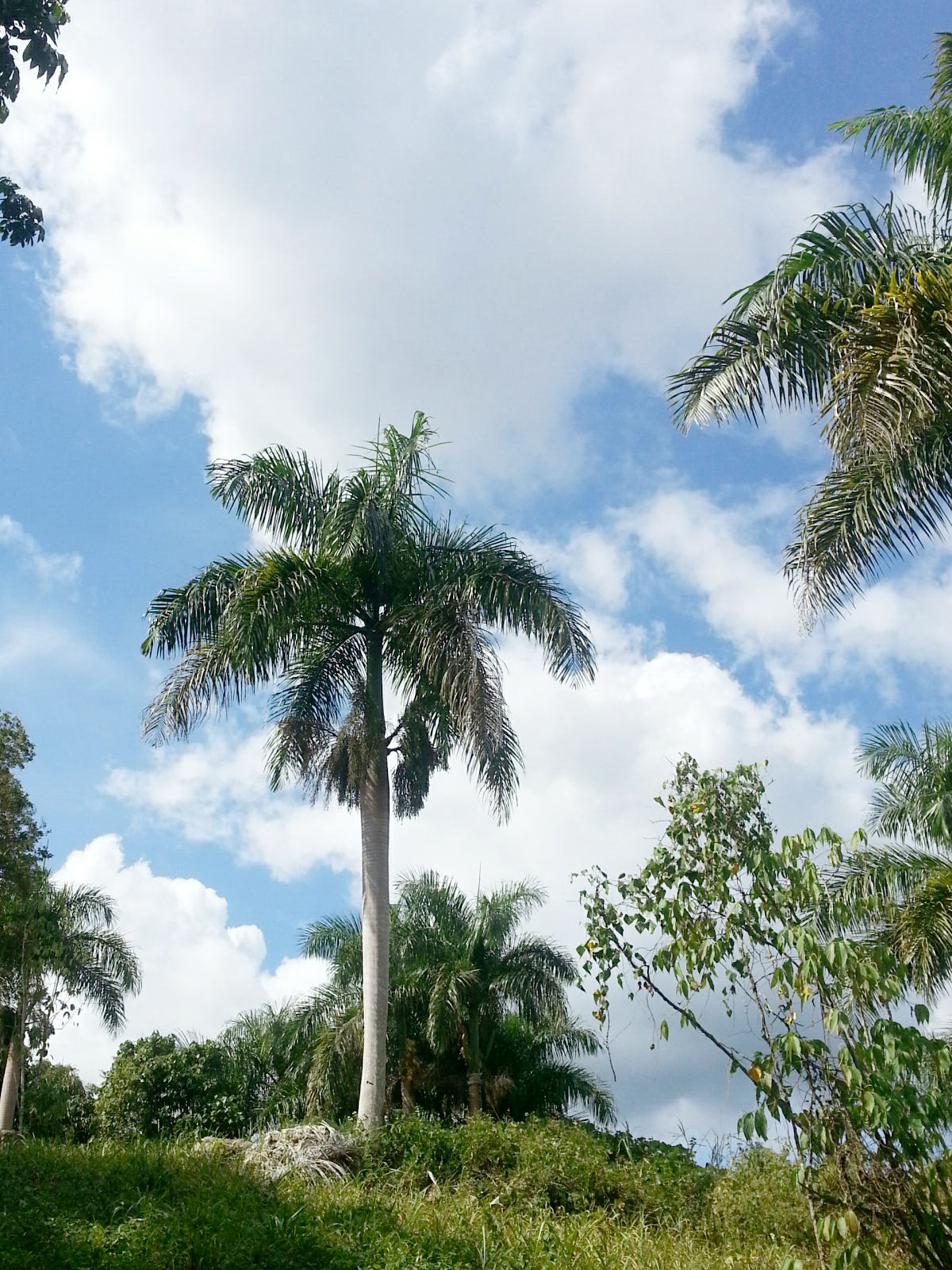
Roystonea borinquena

## Merkmale
Roystonea borinquena besitzt einen graubraunen bis zimtbraunen Stamm von bis zu 15 m Höhe und einem Durchmesser von 26,2 bis 47 cm. Die Krone besteht aus rund 15 Blättern, wobei die untersten Blätter deutlich unter die Horizontale herabhängen. Der Kronenschaft ist 1,5 bis 1,7 m lang. Die Blattstiele sind 30 bis 55 cm lang, die Rhachis 3,8 bis 4,5 m. Die mittleren Fiederblättchen sind 67 bis 125 cm lang und 2,5 bis 5,2 cm breit. 
Der Blütenstand ist 1 bis 1,4 m lang und 0,7 bis 1,2 m breit. Das Vorblatt ist 43 bis 74 cm lang und 10,3 bis 18,5 cm breit. Die Spatha ist 0,9 bis 1,6 m lang, in der Mitte am breitesten und mit einem spitzen Ende. Die Seitenzweige sind 15 bis 33 cm lang und haben einen Durchmesser von 1,4 bis 2,5 cm. 
Die männlichen Blüten sind creme-gelb mit leuchtend purpurnen Antheren. Die Kelchblätter sind dreieckig bis nierenförmig, 0,7 bis 1,4 mm lang und 1,2 bis 2 mm breit. Die Kronblätter sind elliptisch bis oval, 5,3 bis 6,4 mm lang und 3 bis 3,7 mm breit. Die sechs bis neun Staubblätter sind 4 bis 7,4 mm lang, die Staubfäden sind ahlenförmig, 2,9 bis 6 m lang, die Antheren 2,5 bis 4,3 mm. Das Fruchtknotenrudiment ist sehr klein.
Die weiblichen Blüten sind creme-gelb, ihre Kelchblätter sind nierenförmig, 1,2 bis 2,4 mm lang und 3 bis 4,1 mm breit. Die Kronblätter sind oval, 2,4 bis 4,4 mm lang. Das Staminodium ist sechslappig, 2,3 bis 3,2 mm lang und für 0,9 bis 1,7 mm frei. Der Stempel ist 1,7 bis 3,3 mm lang und hat einen Durchmesser von 1,5 bis 3,1 mm. 
Die Früchte sind kugelig bis ellipsoidisch. Ihre Länge beträgt 11,6 bis 15 mm. Das Exokarp ist braun bis schwarz. Das Endokarp ist ellipsoidisch und 9,1 bis 11,8 mm lang. Der Samen ist dorsiventral zusammengedrückt, ellipsoidisch und 7,4 bis 10,1 mm lang. Die Raphe ist kreisförmig. Das Primärblatt ist linealisch-lanzeolat, 19 bis 23,3 cm lang und 1,6 bis 2,2 cm breit.

## Verbreitung
Roystonea borinquena ist auf der Insel Hispaniola sehr häufig und kommt hier in Höhen bis rund 800 m vor und fehlt nur in den trockensten Bereichen. Auf Puerto Rico wächst sie in niederen bis mittleren Lagen auf Böden über Kalkgestein. An der Nordküste ist sie recht häufig am Fuße der mogotes genannten Kalkhügel. Sie kommt auch auf den Inseln Vieques östlich von Puerto Rico und Saint Croix (U.S. Virgin Islands) vor.

## Taxonomie
Roystonea borinquena wurde 1901 von Orator Fuller Cook in Bulletin of the Torrey Botanical Club Band 28 Seite 552 erstbeschrieben.

## Nutzung
In ihrem Verbreitungsgebiet werden die Blätter der Palme zum Dachdecken verwendet. Die Früchte dienen als Schweinefutter.

## Belege
- Scott Zona: Roystonea (Arecaceae: Arecoideae). In: Flora Neotropica, Band 71, 1996, S. 1–35. (JSTOR)